# 중앙아프리카 공화국의 역사
중앙아프리카 공화국의 역사는 대략 4개의 다른 시기로 구성되어 있다. 정착의 가장 이른 시기는 유목민들이 그 지역에 처음으로 정착하고, 농사를 짓고, 어업을 하기 시작한 약 10,000년 전에 시작되었다. 다음 시기는 약 10,000년 전에 시작되었다.

## 초기 역사
약 10,000년 전, 사막화로 인해 수렵채집사회가 중앙아프리카 북부 사헬 지역으로 남하하게 되었고, 그곳에서 신석기 혁명의 일환으로 일부 집단이 정착하고 농사를 짓기 시작했다. 흰 참마의 초기 농사는 기장과 수수밭으로 발전했고, 이후 아프리카 기름야자의 가축화는 그룹의 영양을 향상시켰고 지역 인구의 확장을 가능하게 했다. 바나나는 그 지역에 도착했고 식단에 탄수화물의 중요한 공급원을 추가했고, 그것들은 또한 알코올의 생산에도 사용되었다. 이 농업 혁명은 어업이 일어나기 시작한 "물고기 스튜 혁명"과 보트의 사용이 결합되어 상품 수송을 가능하게 했다. 도자기 화분에 담긴 물건들은 이 지역 주민들의 예술적 표현으로 알려진 최초의 사례이다.
그 나라의 서부 지역에 있는 부아르는 신석기 시대 (기원전 3500년경~2700년경) 후기로 거슬러 올라가는 고급 수준의 거주지를 나타낸다. 기원전 1000년경에 이 지역에 철공업이 도착했는데, 아마도 오늘날의 나이지리아 남동부 및 카메룬의 초기 반투 문화에서 비롯된 것으로 보인다. 중앙아프리카 공화국의 그바비리 유적에서는 환원로와 대장장이 작업장에서 철야금학의 증거가 발견되었으며, 가장 이른 연대는 각각 기원전 896년~773년, 기원전 907년~796년이다. 중앙아프리카 공화국의 오부이 유적에서 기원전 2,000년 전의 철야금 연대도 제안되었지만, 일부 고고학자들은 이 연대들에 대해 이의를 제기하고 있다.
기원전 1000년부터 서기 1000년까지의 반투 이주 동안, 우방기어를 사용하는 사람들은 카메룬에서 수단까지 동쪽으로 퍼져 나갔고, 반투어를 사용하는 사람들은 카르타고 남서부 지역에 정착했으며, 중앙수단어를 사용하는 사람들은 오늘날 중앙 및 동중앙아프리카 공화국 지역의 우방기강을 따라 정착했다.
구리, 소금, 건어물, 직물의 생산이 중앙 아프리카 지역의 경제 무역을 지배했다.
현대 중앙아프리카 공화국의 영토는 적어도 7세기부터 차드호 지역과 상나일주 강을 따라 카넴-보르누, 와다이, 바기르미, 다푸어 집단을 포함한 중첩된 제국들에 의해 정착된 것으로 알려져 있다.

## 근대 초기 역사
16세기와 17세기에 무슬림 노예 무역업자들이 이 지역을 습격하기 시작했고, 그들의 포로들은 지중해 연안, 유럽, 아라비아, 서반구 또는 서아프리카 해안의 노예 항구들과 공장들로 운송되었다. 보방기족은 주요 노예 무역상이 되었고, 우방기 강을 이용하여 아메리카 대륙에 포로들을 팔았다. 18세기에 반디아 은자카라 족은 우방기 강을 따라 방가수 왕국을 세웠다.
18세기와 19세기의 인구 이동은 잔데족, 반다족, 바야만지아족을 포함한 새로운 이주자들을 이 지역으로 불러들였다.

## 식민지 시대
유럽인들의 중앙아프리카 영토 침투는 19세기 후반 아프리카 분할 과정에서 시작되었다. 피에르 사보르냥 드 브라자 백작은 프랑스령 콩고를 설립하고 중앙아프리카의 영토에 대한 프랑스의 영유권을 확대하기 위해 브라자빌에서 우방기강으로 원정대를 보냈다. 벨기에, 독일, 영국도 이 지역의 영토에 대한 자신들의 권리를 확립하기 위해 경쟁했다. 1875년, 수단 술탄 라비흐 앗 주바이르가 현재의 중앙아프리카 공화국을 포함한 우방기샤리를 통치했다. 1885년 프랑스, 독일, 벨기에 등 유럽인들이 이 지역에 도착했다.
프랑스는 1887년 벨기에의 레오폴 2세가 개인적으로 소유한 콩고 자유국과의 협정을 통해 이 지역에 대한 법적 권리를 주장하였다. 1889년, 프랑스는 우방기강에 방기에 초소를 세웠다. 1890년~91년, 드 브라자는 아프리카의 다른 프랑스 영토들을 연결하기 위해 우방기 분지의 중앙을 따라 우방기강을 따라 차드호를 향해 동쪽으로 탐험대를 보냈다. 1894년, 프랑스령 콩고는 벨기에의 콩고 자유국의 레오폴 2세, 독일령 카메룬과 외교 협정으로 국경선을 확정하였고, 프랑스는 우방기샤리를 프랑스령으로 선포하였다.

### 저항
수많은 소규모 반란들이 있었지만, 가장 큰 반란은 콩고-와라 반란이었다. 1920년대 중반부터 철도 건설과 고무 두드림에 대한 평화적인 반대가 시작되었지만, 이러한 노력은 1935,000명이 넘는 원주민들이 식민지 행정에 반기를 들면서 1928년 폭력으로 전락했다. 비록 주요 야당 지도자 카르누가 1928년 12월에 살해되었지만, 반란은 1931년까지 완전히 진압되지 않았다.

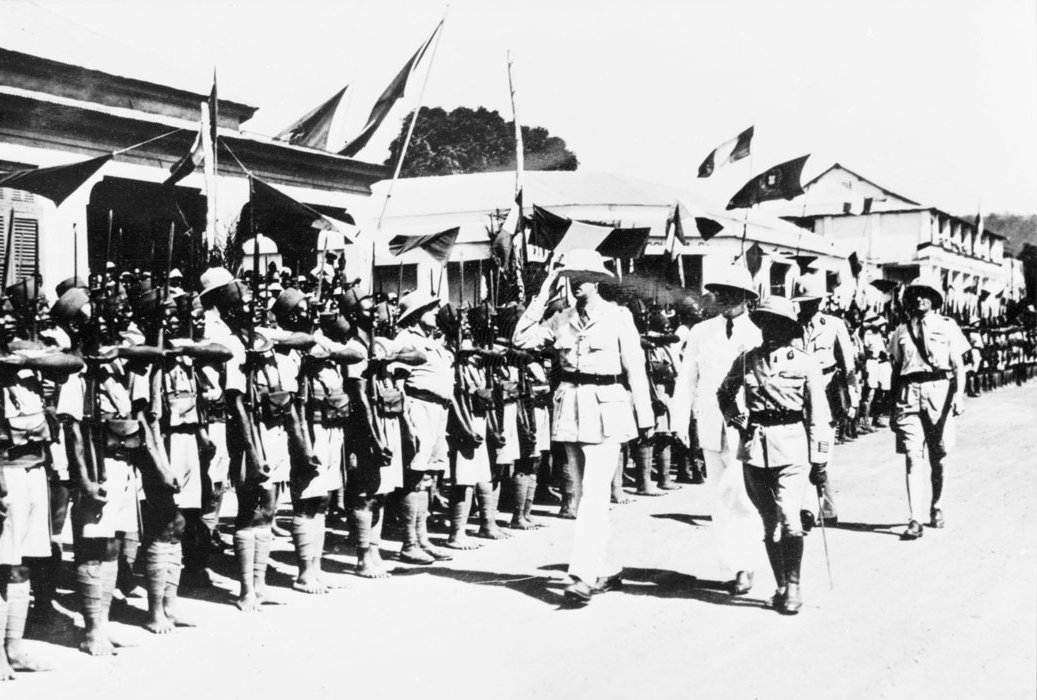
1940년 방기의 샤를 드골

### 경제 성장 및 제2차 세계 대전
1930년대에 우방기샤리에서는 면화, 차, 커피가 중요한 현금 작물로 등장했고 다이아몬드와 금의 채굴이 본격적으로 시작되었다. 몇몇 면화 회사들은 면화 생산의 넓은 지역에 대한 구매 독점권을 부여받았고, 그들의 주주들에게 이익을 보장하는 경작자들에게 지불된 가격을 정할 수 있었다.
1940년 9월, 제2차 세계 대전이 발발하자, 우방기샤리를 친드골파 장교들이 장악했다.  1940년 8월, 자유 프랑스를 위해 싸우자는 샤를 드골 장군의 요청에 AEF의 나머지 멤버들과 함께 응답했다.

### 전후 독립으로의 이행
제2차 세계 대전 이후, 1946년 프랑스 헌법은 서아프리카와 적도 아프리카의 모든 프랑스 영토를 완전히 독립시키는 일련의 개혁들 중 첫 번째를 시작했다. 1946년, 프랑스령 적도 아프리카의 모든 주민들은 프랑스 시민권을 얻었고 지방의회를 설립할 수 있었다. 중앙아프리카 공화국의 집회는 프랑스 의회에서 아프리카 해방의 필요성에 대한 솔직한 발언으로 잘 알려진 가톨릭 사제 바르텔레미 보간다에 의해 주도되었다. 1956년, 프랑스 헌법은 특정 투표 불평등을 없애고 각 영토에 자치 기관을 설립하는 것을 규정했다.
1958년 9월 프랑스 국민투표로 프랑스령 적도 아프리카는 해산되었고, 같은 해 12월 1일 의회는 보간다를 정부 수반으로 하는 중앙아프리카 공화국의 탄생을 선언했다. 보간다는 1959년 3월 29일 비행기 사고로 사망할 때까지 통치했다. 그의 사촌인 다비드 다코가 그를 대신하여 정부 수반이 되었다. 1960년 7월 12일 프랑스는 중앙아프리카 공화국이 완전히 독립하는 데 동의했다. 1960년 8월 13일 중앙아프리카 공화국은 독립국이 되었고 다비드 다코는 초대 대통령이 되었다.

## 독립

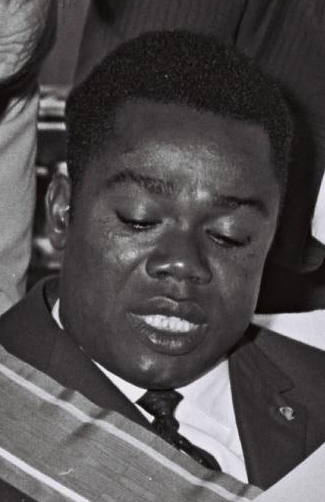
1962년 초대 중앙아프리카 공화국 대통령 다비드 다코

다비드 다코는 1960년에 취임한 직후 권력을 공고히 하기 시작했다. 그는 자신의 정권을 7년 임기의 강력한 대통령직을 가진 일당제 국가로 바꾸기 위해 헌법을 개정했다. 1964년 1월 5일, 다코는 혼자 출마하는 선거에서 당선되었다.
대통령으로서의 첫 임기 동안, 다코는 양허 회사들이 가지고 있는 광산의 독점권을 없애고, 중앙아프리카인이면 누구나 다이아몬드를 캐낼 수 있다고 선언함으로써 중앙아프리카 공화국의 다이아몬드 생산량을 크게 증가시켰다. 그는 또한 방기에 다이아몬드 커팅 공장을 짓는 데 성공했다. 다코는 부패와 비효율이 커지는 국가행정의 급속한 "중앙아프리카화"를 독려했고, 공무원 수를 늘려 국가예산에서 급여 지급에 필요한 비중을 크게 늘렸다.
다코는 프랑스의 지지를 계속 유지할 필요성과 프랑스에 복종하지 않는다는 것을 보여줄 필요성 사이에서 고민했다. 외교 정책에 있어서 그의 독립성을 드러내기 위해, 그는 중화인민공화국과 더 가까운 관계를 형성하였다. 1965년, 다코는 대부분의 중앙아프리카인들의 지지를 잃었고, 그가 타도되었을 때 대통령직에서 사임할 계획이었을지도 모른다.

### 보카사 및 중앙아프리카 제국
1966년 1월 1일, 거의 무혈 쿠데타가 일어나자 장베델 보카사 대령은 공화국 대통령으로 취임했다. 보카사는 1959년 헌법을 폐지하고, 국회를 해산하고, 모든 입법권과 행정권을 대통령의 손에 맡기는 칙령을 발표했다. 1972년 3월 4일, 보카사의 대통령 임기는 종신형으로 연장되었다. 1976년 12월 4일, 공화국은 제국 헌법이 공포되고 대통령이 보카사 1세 황제로 즉위하면서 중앙아프리카 제국의 군주국이 되었다. 그의 독재 정권은 수많은 인권 침해로 특징지어졌다.
1979년 9월 20일, 다코는 무혈 쿠데타로 보카사를 전복시켰다.

## 같이 보기
- 프랑스령 적도 아프리카
- 중앙아프리카
- 우방기샤리